# Autoroute A1 (France métropolitaine)
Pour les articles homonymes, voir A1, Autoroute A1 et Autoroute du Nord.
Ne doit pas être confondu avec l'autoroute A1 située en Martinique.

L’autoroute A1 est une voie rapide de type autoroutier qui relie entre elles les villes françaises de Paris et de Lille. Elle est également appelée « autoroute du Nord » ou « autoroute Paris-Lille ». Commencée en 1950 entre Lille et Carvin, l'autoroute est terminée en 1967 ; il s'agit de la première autoroute reliant Paris à une métropole française.
Longue de 211 km, l'autoroute dessert la banlieue nord de Paris, notamment le Stade de France, Le Bourget, l'aéroport de Roissy-Charles-de-Gaulle et le parc Astérix. Ensuite, elle traverse la Picardie, en parallèle avec la LGV Nord, sans rencontrer directement les grandes villes de cette région.
À mi-chemin entre Amiens et Saint-Quentin, à environ 120 km de Paris au niveau d'Ablaincourt-Pressoir, elle croise l'autoroute A29. Vingt kilomètres plus loin, l'autoroute se scinde et donne naissance à l'autoroute A2 (appelée Paris – Bruxelles). Elle se poursuit jusqu'à Lille croisée par l'autoroute A26 vers Calais puis l'autoroute A21 vers Douai et Lens ; elle continue vers Villeneuve-d'Ascq grâce à l'autoroute A22. Enfin, elle croise, à son arrivée à Lille, l’autoroute A25 vers Dunkerque.

## Historique

### Années 1930: les différents projets
Lors du premier congrès international des autoroutes à Genève du 31 août au 2 septembre 1931, un ingénieur des Ponts et Chaussées décrit une autoroute allant du Bourget à Lille avec une bifurcation vers Calais à hauteur de Breteuil. Le tracé serait de 209,500 km dont 84,700 km sur le tronçon commun. Selon ses calculs, son projet d'autoroute aurait coûté pour les 209,500 km de route reliant Paris à Lille, 330 millions de francs, soit 1 575 000 francs par kilomètre.
Dans le plan Prost, la route du Nord sert principalement à relier Paris à l'aéroport du Bourget. Le tracé débute à l'est de l'aéroport, sur la route nationale 2 pour traverser La Courneuve, Saint-Ouen-sur-Seine et rejoindre la porte Maillot, à l'ouest de Paris. L'autoroute pourrait également recevoir le flux de véhicule venant de Belgique ou du nord de la France par les routes nationales 2 et 17.

### Années 1950-1960: la construction et l'inauguration de l'autoroute
Le début de la construction d'une « autoroute sud de Lille » a lieu en septembre 1950 entre l'embouchure sur la partie est de l'ancienne zone fortifiée de Lille et Carvin,. À cette date, seule une portion de l'A13 avait été réalisée en France ; il s'agit d'une des premières autoroutes « de dégagement ». Ce chantier est terminé le 15 octobre 1954 ; l'autoroute est inaugurée neuf jours plus tard, par Jacques Chaban-Delmas, ministre des Transports, et est ouverte à la circulation le 15 novembre. La route est prolongée en 1954 par le pont Saint-Sauveur construit sur les voies de sortie de la gare Saint-Sauveur vers la gare de Lille-Flandres, en 1960, par le pont des Flandres construit sur la voie ferrée à proximité de la gare de Lille-Flandres, au Grand Boulevard et en 1962 à la route nationale 17. Ce tronçon terminal en bordure du centre-ville de Lille (boulevards Paul-Painlevé, du Président-Hoover, Émile Dubuisson, pont des Flandres) qui comportait 3 traversées à niveau de voies de circulation avec feux de signalisation est remplacé en 1998 par le « petit contournement est » du boulevard périphérique de Lille à caractère autoroutier.
Alors qu'il était envisagé à l'origine que l'A1 se termine Porte de Paris à Saint-Denis, il est décidé en 1960 de la prolonger jusqu'au boulevard périphérique par le quartier Bel-Air en partie démoli à cette occasion puis par la Plaine Saint-Denis. Les travaux du tracé vers Paris sont réalisés à partir de 1961, via les tronçons Saint-Denis – Paris (porte de la Chapelle), puis Le Bourget – Saint-Denis, l'ouverture à la circulation entre Saint-Denis et la porte de la Chapelle étant réalisée le 17 décembre 1965. La section sud sur l'avenue Wilson a été construite dans une tranchée de six mètres afin de pouvoir passer sous les ponts ferroviaires, les 600 000 mètres cubes de déblais servant notamment à l'aménagement du parc Georges-Valbon.
En 1958, le tronçon entre Carvin et Gavrelle (Fresnes-les-Montauban) est réalisé. Le 30 décembre 1964, Marc Jacquet, ministre des Transports, inaugure 35 kilomètres de voies construites, entre Senlis et Le Bourget, les premières à péage en France, qui doivent desservir le nouvel aéroport de Roissy. Le tronçon entre Senlis et Roye est inauguré le 29 novembre 1965 par Marc Jacquet, et c'est à cette occasion que l'autoroute prend le nom d'A1. Le tracé s'achève par l'ouverture des tronçons reliant Roye à Bapaume, le 16 décembre 1966, puis Bapaume à Fresnes-lès-Montauban le 29 novembre 1967,. René Chopin, le président de la SANEF, la société qui gère la concession de l'autoroute, déclare alors que le chantier de l'autoroute du Nord a coûté au total 1 172 millions de francs. Dès son achèvement, l'autoroute A1 est la voie routière française qui concentre le plus important trafic de marchandises, et un trafic de 10 000 véhicules par jour est observé au niveau du péage de Fresnes-lès-Montauban. Il s'agit de la première autoroute qui relie Paris à une métropole de France.

### Depuis les années 2000: la modernisation et l'amélioration du réseau
Depuis le début de 2008, dans la partie francilienne, l'autoroute A1 (ainsi que l'A15, l'A115 et une partie de la RN 184), n'est plus éclairée à la suite de vols de câbles. La seule partie qui restait éclairée sur l'autoroute A1 à la suite de ces vols était le viaduc au-dessus du canal Saint-Denis. La section de Roissy-en-France à Senlis (Oise) fut éclairée à partir de 1990 à l'initiative de la SANEF dans le but de renforcer la sécurité des automobilistes. Cependant en janvier 2012, la SANEF décide de couper l'éclairage principalement pour des raisons d'économie d'énergie mais en prétextant également que ceci incite les automobilistes à être plus prudents ce qui, selon elle, réduit les accidents de la route.
Depuis le 22 avril 2009, une voie expérimentale dédiée aux taxis et aux bus a été mise en place entre l'aéroport de Roissy et Paris.
Entre Carvin et Lesquin, la route a été réhabilitée durant les étés 2011, 2012 et 2013.
Les péages de Chamant et de Fresnes-lès-Montauban ont été rénovés en 2013,.
Depuis 2017, des améliorations ont été réalisés pour éviter des accidents ; les vieux lampadaires sont remplacés par des nouveaux équipements à diode électroluminescente (LED), les réseaux d’alimentation électrique sont réhabilités et sécurisés et les postes à haute tension sont également modernisés. De Paris jusqu'à  5 Le Bourget, l'autoroute A1 est de nouveau éclairée. Depuis juillet 2024, l'autoroute est éclairée de Paris jusqu'à l'aéroport de Paris-Charles-de-Gaulle.
Entre Dourges et Lille, des portiques de régulation de vitesse sont mis en place à partir du 3 octobre 2022.
La  2 Saint-Denis - La Plaine est fermée en décembre 2023, à la suite de travaux de complétude de l'échangeur Pleyel de l'A86 afin de faire cesser le trafic de transit par le boulevard Anatole France, qui doit maintenant se reporter sur la bretelle de liaison entre l'A1 et l'A86, conformément à un schéma arrêté en 2019 dans le cadre de la préparation des Jeux olympiques de 2024 . La démolition de la bretelle inutilisée est effectuée par la DIRIF à l'été 2025.
À compter du 3 mars 2025, une expérimentation de six mois est lancée pour réserver la voie de gauche au covoiturage, taxis et véhicules prioritaires. Signalée par l’affichage d’un losange blanc, l'activation de cette voie réservée se fait du lundi au vendredi, entre 6 h 30 et 10 h en direction de Paris du Bourget au tunnel du Landy puis entre 17 h et 18 h 30 de la sortie du tunnel à La Courneuve. Après une période transitoire de non-verbalisation jusqu'au 2 mai, l'infraction sera pénalisée 135 €. Avant cette expérimentation, chaque véhicule ne transporte en moyenne que 1,1 personne pour les trajets domicile-travail.

## Description

### Caractéristiques

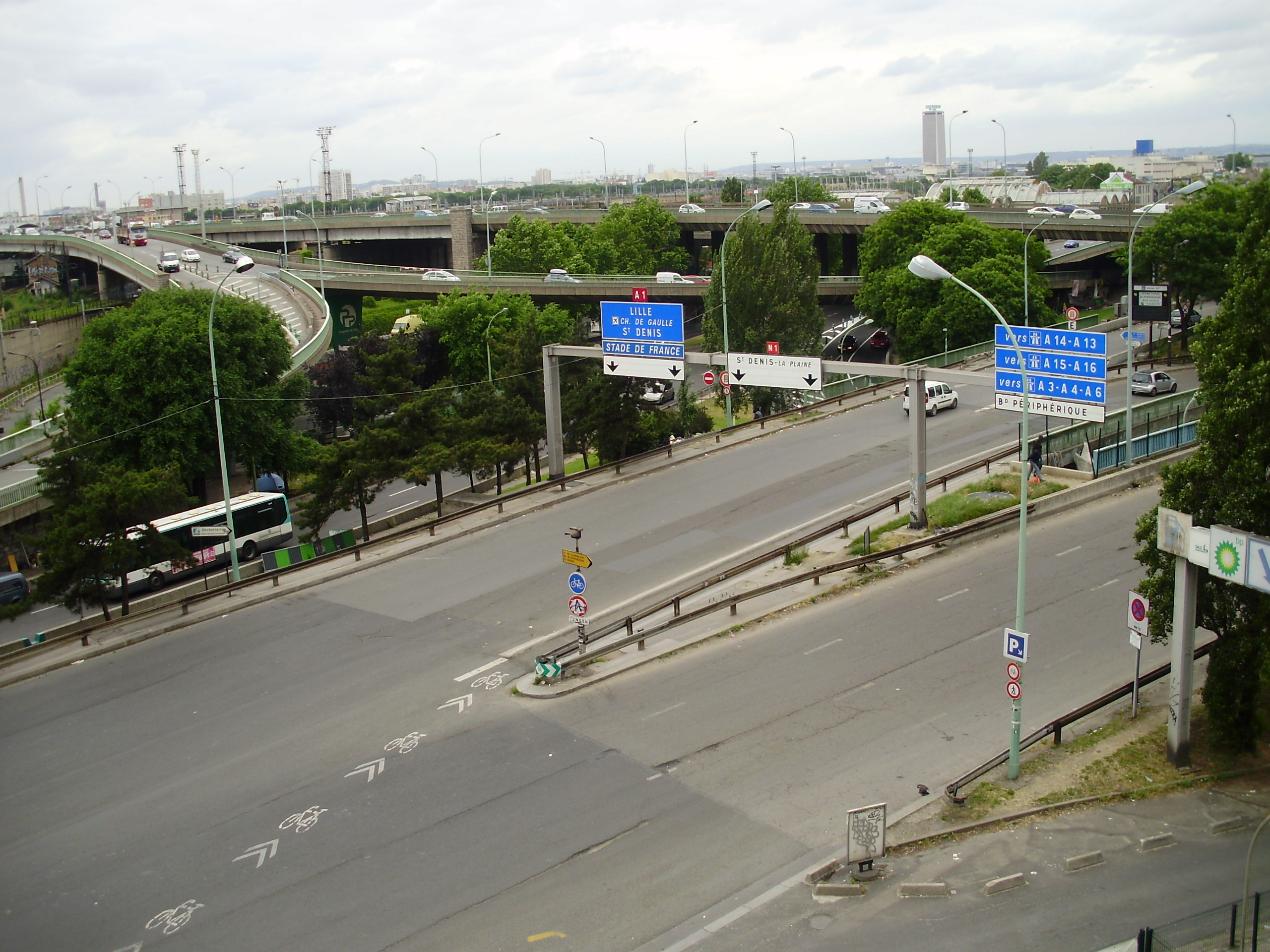
L'échangeur de la porte de la Chapelle, à Paris.

L'autoroute A1 relie la porte de la Chapelle sur le boulevard périphérique de Paris à l'autoroute A25 et à la route nationale 356 à hauteur de Lille. Sa longueur est de 211 km,,. Elle est longée par la LGV Nord entre Longueil-Sainte-Marie et Carvin. L'autoroute passe également sous l'aéroport de Paris-Charles-de-Gaulle.
Elle est concédée à la Société des autoroutes du Nord et de l'Est de la France (SANEF) sur la partie payante jusqu'au 31 décembre 2032. Entre l'échangeur de l'autoroute A21 et la route nationale 356, elle fait partie du ressort de la Direction interdépartementale des Routes Nord.
L’autoroute A1 est aussi :
- la E19 de l'Échangeur  1 Porte de la Chapelle jusqu’à l’échangeur A1 / A2 ;
- la E15 de l’échangeur A1 / A3 / A170 jusqu’à l’échangeur A1 / A26 ;
- la E17 de l’échangeur A1 / A26 jusqu’à l'échangeur A1 / A22 ;
- la E42 de l’échangeur A1 / A22 jusqu’à l’échangeur A1 / A25.

La radio Sanef 107.7 couvre l'ensemble de l'autoroute.

### Sorties
Section non-concédée gérée par la DIRIF et gratuite.
- Échangeur entre Boulevard périphérique de Paris et A1 (Échangeur de la porte de la Chapelle) à 0 km :
  - Périphérique Ouest :  Rouen (A13, A14), Porte de Clignancourt
  - Périphérique Est :  Metz-Nancy (A4),  Orly (A6), Porte d'Aubervilliers
  - Paris - centre : Porte de la Chapelle
  -   Début d'autoroute.

Passage du département de Paris à celui de la Seine-Saint-Denis.

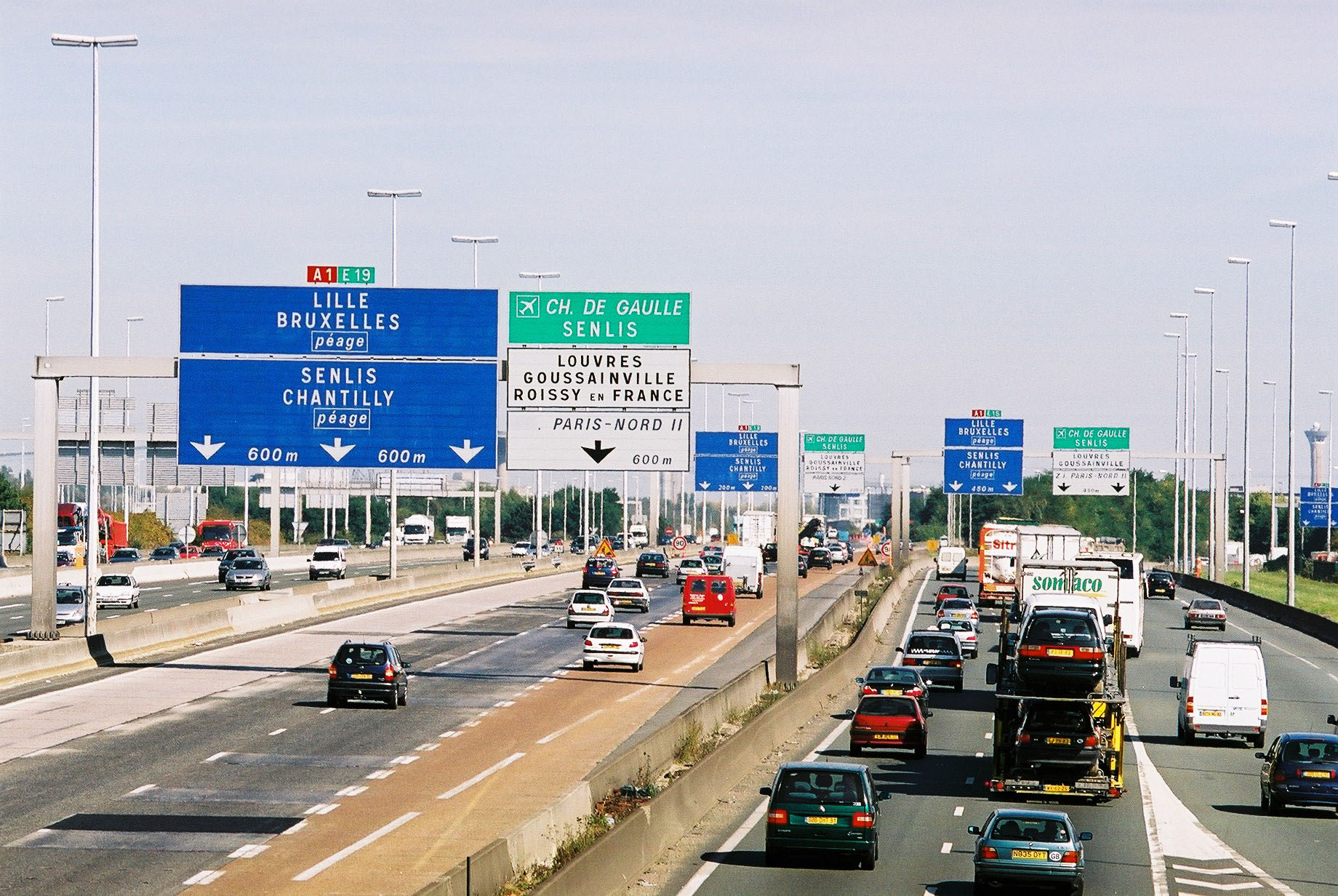
Autoroute A1 à hauteur de Roissy-en-France.

- Limitation à 90 km/h.
  -  Tunnel du Landy (1 400 m)

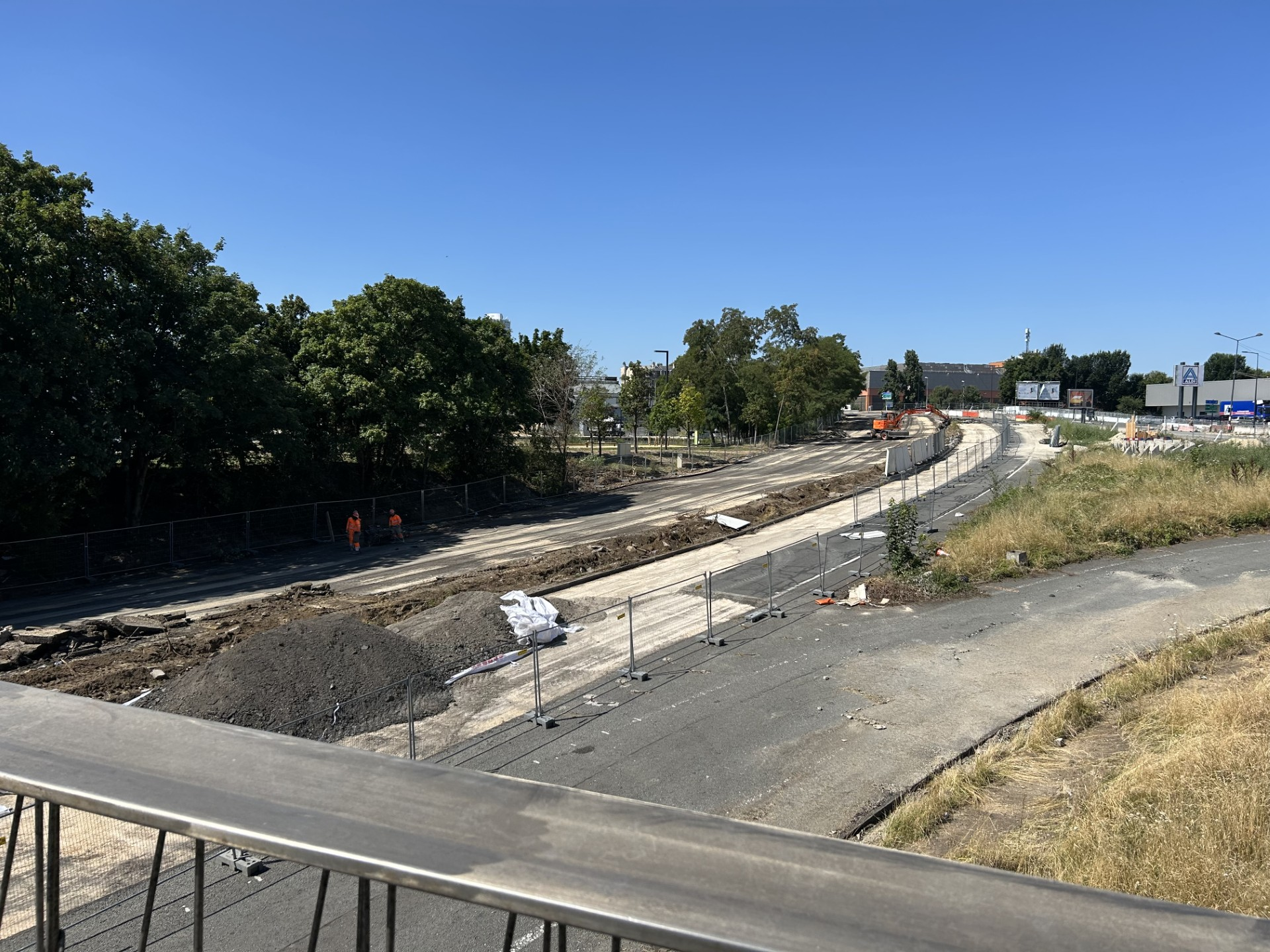
Démolition de l'ancienne bretelle de l'A1 Porte-de-Paris en juillet 2025.

- 2 Saint-Denis - La Plaine : fermée en décembre 2023[18] et démolie à l'été 2025[20]
  -  2 × 3 voies
  -  Viaduc de la Porte de Paris
  -  2 × 4 voies
- 3 Saint-Denis - centre (RD 940 - RD 986) à 3,5 km : Saint-Denis - Porte de Paris, Pierrefitte-sur-Seine, Villetaneuse
  - 2 × 5 voies
- 4 La Courneuve (RD 901) à 4,5 km : Stains, Garges-lès-Gonesse, Sarcelles, Parc Georges-Valbon (Parc départemental de La Courneuve), La Courneuve (de et vers Paris)
  -  2 × 3 voies
  -  Aire de service de La Courneuve (dans les deux sens)
- Échangeur entre A16 (A86) et A1 à 7 km :  A15, Rouen (A14)  Aubervilliers, La Défense, Saint-Denis - La Plaine, Stade de France (de et vers Lille)
  -   Limitation à 110 km/h.
- 4bis Parc des expositions du Bourget à 7,6 km :  Le Bourget, Dugny, Le Bourget, Salon du Bourget (de et vers Paris) (Sortie ouverte seulement pendant le salon d'exposition).
- 5 Le Blanc-Mesnil (RD 932) à 8 km :  Le Bourget, Paris-Porte de la Villette, Le Blanc-Mesnil, Dugny, Le Bourget, La Courneuve, Drancy
- Échangeur entre A3 et A1 à 11 km et 16 km : Paris-Porte de Bagnolet, Bobigny, Aulnay-sous-Bois, A86 (A4),  Garonor,  Centre-Commercial O'Parinor

Passage du département de la Seine-Saint-Denis à celui du Val-d'Oise.
- Échangeur entre A170, RD 170 et A1 à 12 km : 
  - A170 : Soissons,  Z. I. Paris-Nord 2, Parc des expositions de Paris-Nord - Villepinte, Marne-la-Vallée (A104)
  - RD 170 : Gonesse, Sarcelles
  -  2 × 3 voies
- 6 Charles-de-Gaulle à 19 km :  Ch.de.Gaulle, Louvres, Goussainville, Roissy-en-France,  Z. I. Paris-Nord 2,  Aéroville

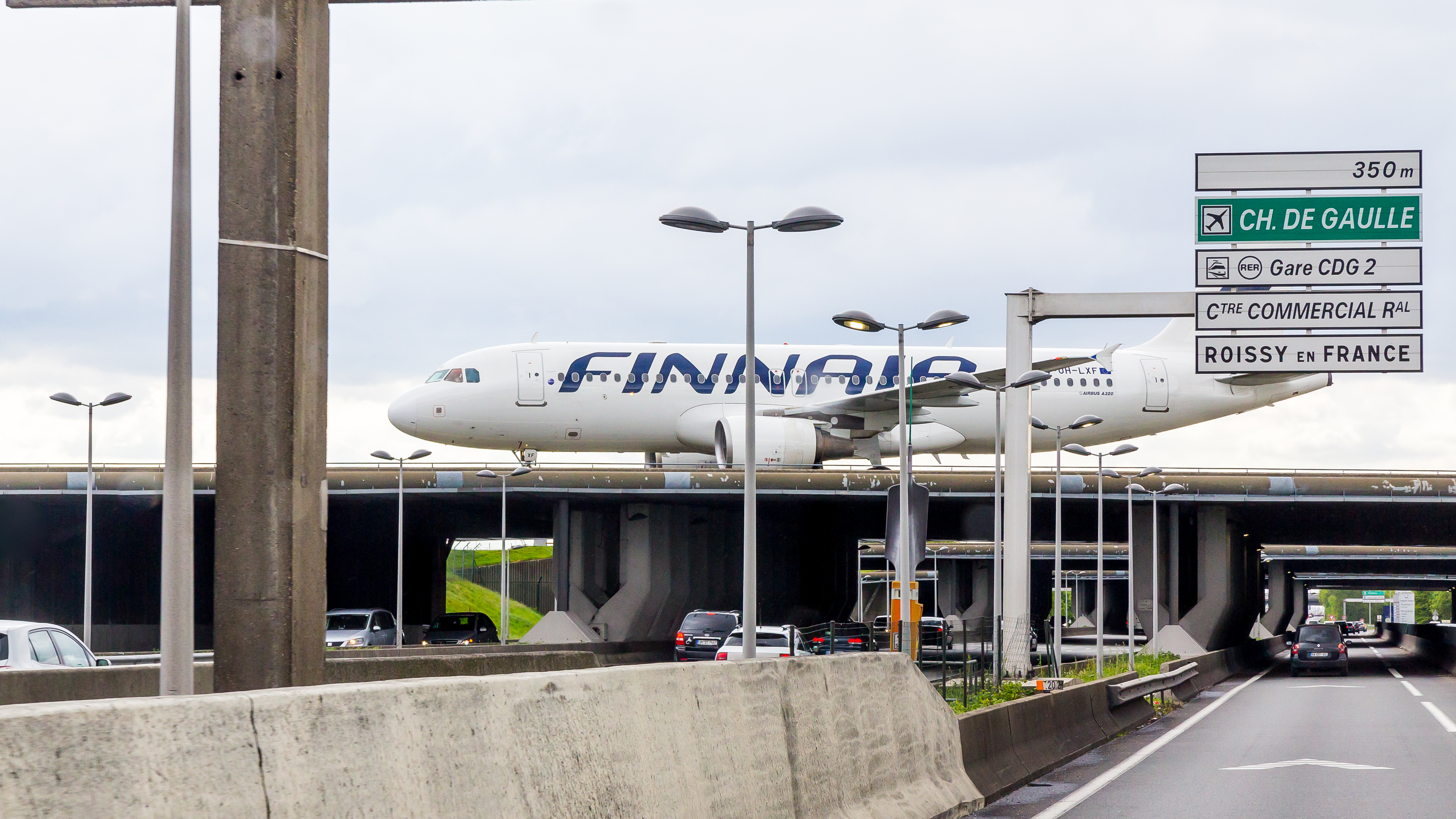
Airbus A320 de la compagnie Finnair passant sur une piste de l'aéroport de Paris-Charles-de-Gaulle, au-dessus de l'autoroute A1.

Section concédée à SANEF et payante.
- Tunnel de Roissy (800 m)
- Échangeur entre RN 104, A104 et A1 à 21 km : Amiens (A16), Cergy-Pontoise (A15), Senlis par RD, Louvres, Goussainville, Lyon (A5), Metz-Nancy (A4), Torcy, Marne-la-Vallée, Meaux, Le Mesnil-Amelot
  -  Limitation à 130 km/h.
  -  Aire de repos de Chennevières (sens  Lille-Paris)
  -  Aire de repos de Villeron (sens  Paris-Lille)
  -  Aires de service de Vémars-Est (sens Paris-Lille),  de Vémars-Ouest (sens Lille-Paris)
- 7 Survilliers à 28 km : Chantilly, Survilliers, Ermenonville, Fosses
  -  Aire de repos de Survilliers (dans les deux sens)

Passage du département du Val-d'Oise à celui de l'Oise. Passage de la région Île-de-France à celui des Hauts-de-France.
- Parc Astérix à 33 km :  Parc Astérix (L'accès au Parc Astérix est gratuit depuis la région parisienne et la sortie n° 7.)
- 8 Senlis à 42 km et 44 km: Senlis, Creil, Crépy-en-Valois, Meaux, Ermenonville
- Péage de Chamant (à système fermé)
  -  Aires de repos de Roberval-Est (sens  Paris-Lille),  de Roberval-Ouest (sens Lille-Paris)
- 9 Pont-Sainte-Maxence à 58 km : Pont-Sainte-Maxence, Compiègne - sud, Creil
  -  Aires de repos de Chevrières (sens  Paris-Lille),  Longueil-Sainte-Marie (sens Lille-Paris)
- 10 Arsy à 66 km : Compiègne - ouest, Beauvais, Noyon, Clermont, Estrées-Saint-Denis, Arsy
  -  Aires de repos de Remy (sens  Paris-Lille),  Bois d'Arsy (sens Lille-Paris)
- 11 Ressons à 81 km : Compiègne - nord , Saint-Just-en-Chaussée, Montdidier ou  Aires de service de Ressons-Ouest (sens Lille-Paris),  de Ressons-Est (sens Paris-Lille) (sortie de l'autoroute impossible depuis l'aire de service)

Passage du département de l'Oise à celui de la Somme.
- Aires de repos de Tilloloy-Est (sens  Paris-Lille),  Tilloloy-Ouest (sens Lille-Paris)
- 12 Roye à 101 km : Noyon, Montdidier, Roye, Chauny - Tergnier
  -  Aires de repos de Goyencourt-Est (sens  Paris-Lille),  Goyencourt-Ouest (sens Lille-Paris) (aire fermée)
  -  Aires de repos de Fonches (sens  Paris-Lille),  d'Hattencourt (sens Lille-Paris)[26]
- Échangeur entre A29 et A1 à 118 km : Rouen, Saint-Quentin, Amiens, Reims (A26)
- 13 Péronne (RD 1029) à 121 km : Saint-Quentin, Péronne - sud,  Haute Picardie
  -  Aire de service de Cœur des Hauts-de-France (dans les deux sens) (anc. Assevillers)
  -  Aire de repos de Feuillères (sens  Paris-Lille)
- 13.1 Albert à 132 km : Albert, Péronne - nord OU  Aire de repos de Maurepas (sens  Lille-Paris) sortie de l'autoroute impossible depuis l'aire de repos
- Échangeur entre A2 et A1 à 137 km : Liège, Bruxelles, Mons, Valenciennes, Cambrai (de et vers Paris)

Passage du département de la Somme à celui du Pas-de-Calais.
- Aire de repos de Beaulencourt (sens  Paris-Lille)
- 14 Bapaume à 147 km : Bapaume, Albert
  -  Aire de service de Saint-Léger (sens Lille-Paris)
  -  Aire de repos de Croisilles (sens  Paris-Lille)
- 15 Arras - est à 166 km : Arras +  Aires de service de Wancourt-Est (sens Paris-Lille),  de Wancourt-Ouest (sens Lille-Paris)
- Échangeur entre A26 et A1 à 170 km : Calais, Lyon (A5), Metz-Nancy (A4), Reims, Béthune, Boulogne-sur-Mer
- Péage de Fresnes-lès-Montauban (à système fermé)
- 16 Fresnes-lès-Montauban à 174 km : Douai - centre, Arras - centre, Biache-Saint-Vaast, Vitry-en-Artois
- 16.1 Zone Commerciale à 182 km :  Hénin-Beaumont - Z. I., Drocourt, Rouvroy,  Parc Commercial Pour La Maison
- 17 Noyelles-Godault à 184 km : Noyelles-Godault,  Centre-Commercial Noyelles-Godault
- Échangeur entre A21 et A1 (échangeur d'Hénin-Beaumont-Lens) à 185 km : Lens, Hénin-Beaumont - centre, Douai

Section non-concédée gérée par la DIR Nord et gratuite.
- 17.1 Delta 3 à 189 km : Oignies, Dourges Plate-forme multimodale Delta 3,   Site Minier 9 - 9 Bis
- 18 Libercourt à 192 km : Carvin, Libercourt, Oignies

Passage du département du Pas-de-Calais à celui du Nord.
- Aires de service de Phalempin-Est (sens Paris-Lille),  de Phalempin-Ouest (sens Lille-Paris)
  -  Limitation à 110 km/h.
- 19 Seclin (RM 549) à 201 km : Seclin, Pont-à-Marcq
  -  Limitation à 90 km/h.

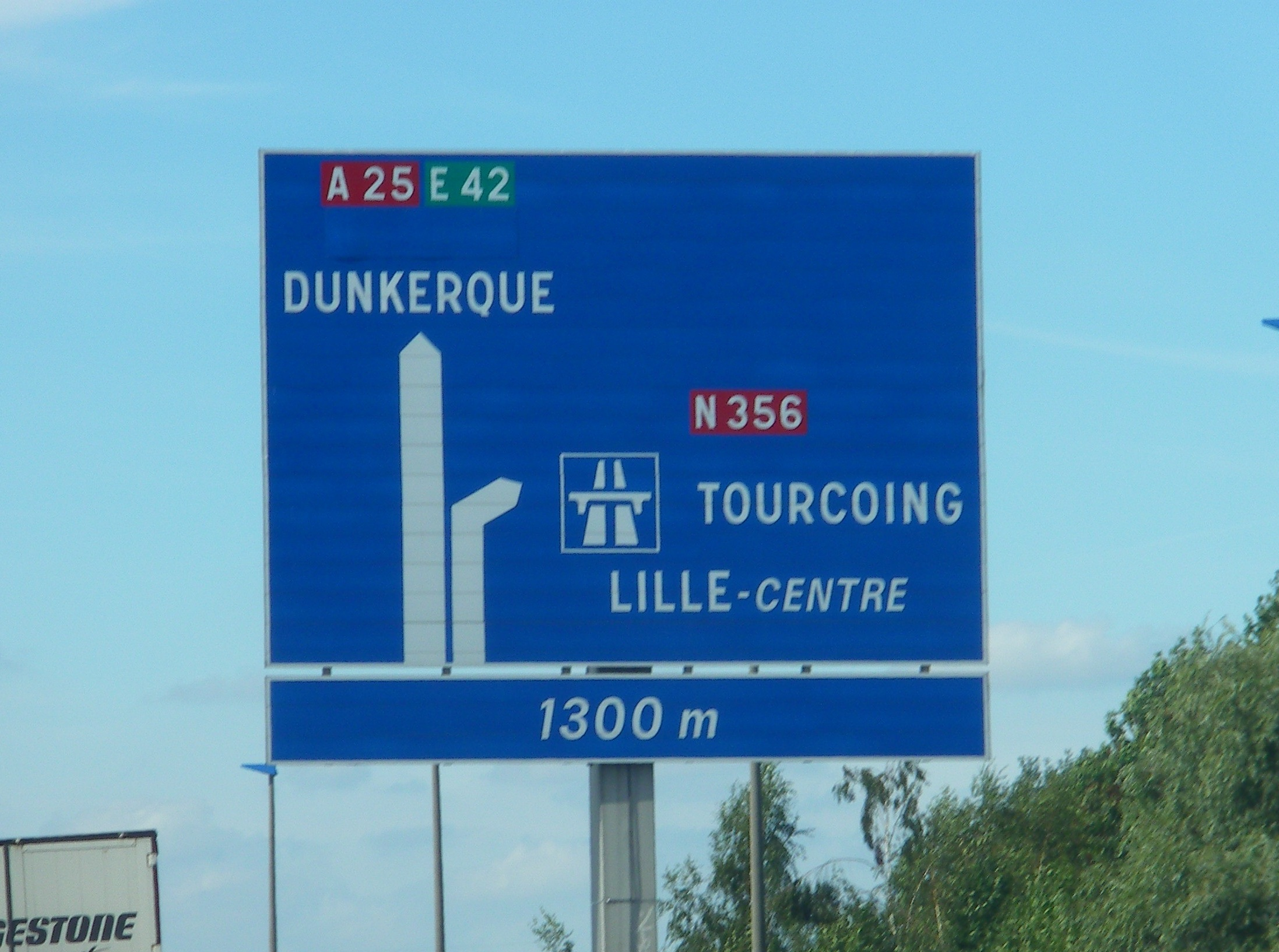
Échangeur A1-A25/RN 356 à 1300 mètres.

- 20/20a/20b Faches-Thumesnil à 205 km : Faches-Thumesnil,  Aéroport de Lille-Lesquin,  S.O.S. Mains, Ronchin, Centre Régionale de Transport
  -  2 × 4 voies
- Échangeur entre A22, A1a et A1 à 207 km : Ronchin, Roubaix, Gand, Villeneuve-d'Ascq, Grand Stade,  4 Cantons, Bruxelles (A27)
  -  2 × 2 voies
  - 2 × 5 voies
- Échangeur entre A25, RN 356 et A1 à 211 km : 
  - A25 : Calais, Faches-Thusmenil, Dunkerque, Armentières, Tunnel sous la Manche, Lille - sud,  C.H.R.U Eurasanté
  - RN 356 : Gand (A22), Tourcoing, La Madeleine, Boulevard périphérique de Lille, Hellemmes-Lille, Lille - centre, Saint-Maurice, Euralille, Gares,

### Ouvrages d'art
Un passage pour cervidés est mis en place en dessous de l'autoroute, dans la forêt d'Ermenonville.

### Fréquentation

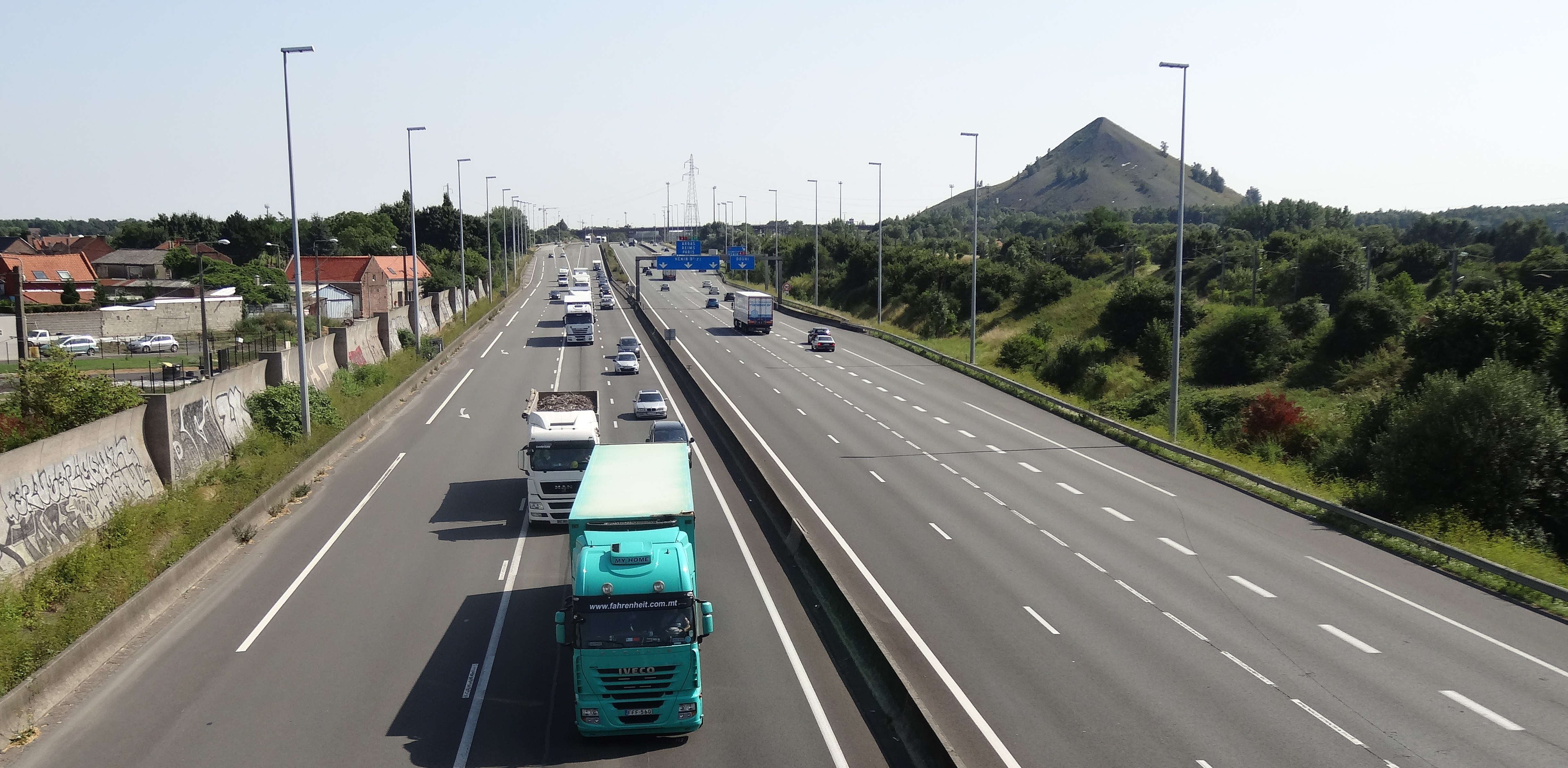
Échangeur d'Hénin-Beaumont-Lens au-dessus de l'A1 à proximité de Dourges.

C'est l’autoroute la plus fréquentée d'Europe,.
Au lancement de l'autoroute A1, les fréquentations de week-end entre Corbie et Péronne ont augmenté. En 1995, sur le tronçon entre Roissy-en-France et Combles, le trafic des véhicules utilitaires était composé de 14 200 poids lourd, soit 25 % des véhicules. En 2006, l'Institut national de la statistique et des études économiques (Insee) recense 19 000 véhicules par jour au niveau de la plate-forme multimodale Delta 3 ; le pourcentage de poids lourd n'excède pas les 25 %. En 2006, en direction de Lille, le trafic est très dense aux heures de pointe. Les trafics moyens journaliers annuels sont ainsi compris entre 102 300 véhicules à Dourges et 177 200 à Ronchin.
Depuis les années 2010, les aires de service de l'autoroute A1, comme celles de tout l'axe Calais - Barcelone, connaissent une recrudescence d'arnaques à l'irlandaise, notamment sur les aires où est installé un distributeur automatique de billets, comme celles de Vémars.
Les entrées et sorties de Lille en heures de pointe s'avèrent souvent délicates :
- au mieux depuis/jusqu'à la sortie Carvin/Libercourt ;
- au pire depuis/jusqu'à l'échangeur d'Hénin-Beaumont-Lens entre l'A1 et l'A21.

L'autoroute n'y est « qu'à » 2x3 voies, sauf l'entrée de Lille qui est à 2x5 voies entre la bifurcation A1/A27 et A1/A25/périphérique.
Les entrées et sorties de Paris sont de même « chargées » depuis/jusqu'au boulevard périphérique depuis/jusqu'au Bourget (sortie du même nom), voire Villepinte (nœud A1/A3/A104) en week-end.

## Tourisme

### Lieux visitables situés à proximité

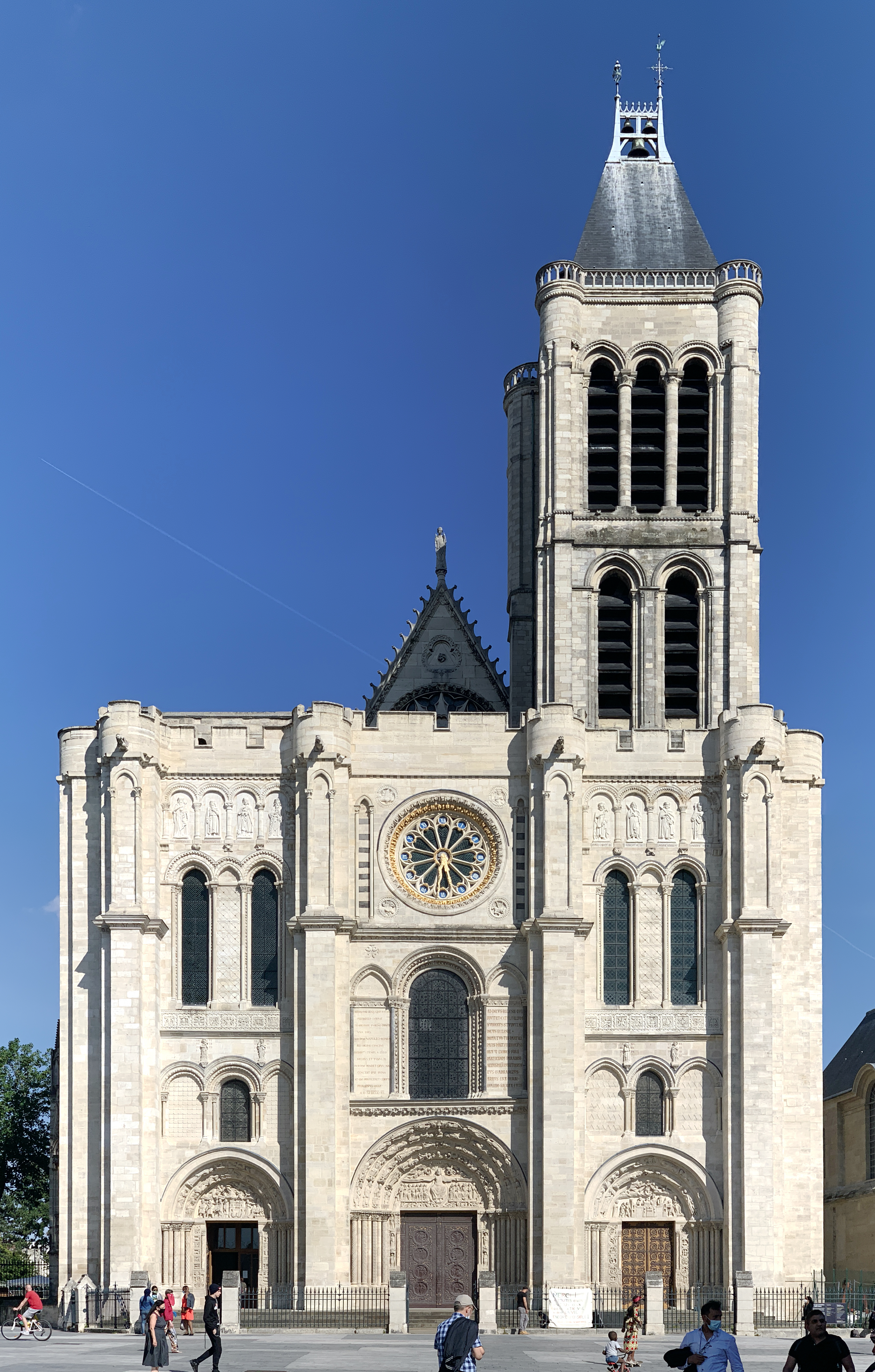
La basilique Saint-Denis en 2020.

- Saint Denis (basilique, Stade de France)
- Le Bourget (musée de l'Air et de l'Espace, parc des expositions)
- Roissy-en-France (aéroport de Roissy-Charles-de-Gaulle)
- Plailly (parc Astérix)
- Chantilly (musée Condé, Musée vivant du cheval, hippodrome)
- Ermenonville (parc Jean-Jacques-Rousseau [jardin paysager du XVIIIe siècle])
- Senlis (cathédrale Notre-Dame, arènes gallo-romaines)
- Pont-Sainte-Maxence (forêt d'Halatte, abbaye royale du Moncel, château de Beaurepaire [plus beau jardin du XIVe siècle], église Sainte-Maxence [l'une des rares églises entièrement gothiques])
- Compiègne (château impérial)
- Péronne (historial de la Grande Guerre)
- Louvres (musée ARCHÉA)

### Départements, régions traversées
- Île-de-France
  - Seine-Saint-Denis (93)
  - Val-d'Oise (95)
- Hauts-de-France
  - Oise (60)
  - Somme (80)
  - Pas-de-Calais (62)
  - Nord (59)

## Impact
À l'époque de sa construction, l'autoroute fut considérée comme le « chantier du siècle ». Celle-ci a donné lieu à des scènes de grand intérêt de la part du public, alors que pour les personnels employés à la réalisation de l'ouvrage, les conditions de travail ont été particulières :

« Sur certaines parties du chantier, il a même fallu poser des barbelés. Les gens venaient, le dimanche, visiter les sites et roulaient sur les couches avant la pose du bitume… L'ambiance était formidable. C'était le Far West. On ne comptait pas les heures. Travailler seize heures par jour sur ce genre d'ouvrage était courant… Depuis, pour un ouvrage comparable, on a fortement réduit le personnel et on met au moins deux fois moins de temps… »

En 1961, lors de la construction de l'autoroute en Artois, les agriculteurs expropriés ont demandé un remembrement de leurs terres. Celui-ci a été accordé dès l'année suivante, dans la loi complémentaire à la loi d'orientation agricole avec effet rétroactif.
La couverture de l'A1 à hauteur de Saint-Denis est alors rejetée par l’État, ce qui précipite la dégradation des conditions de vie et fermeture des commerces de l'avenue. Elle n'est réalisée qu'au moment de la construction du Stade de France.